# Fredrik Nordh
Fredrik Nordh (Gällivare, 31 marzo 1984) è un ex sciatore alpino svedese specialista delle prove tecniche.
È fratello di Carolina, a sua volta sciatrice alpina di alto livello.

## Biografia
Originario di Sollentuna e attivo in gare FIS dal febbraio del 2001, Nordh esordì in Coppa Europa il 2 dicembre 2003 a Åre in slalom speciale, senza completare la prova, e in Coppa del Mondo il 4 gennaio 2004 partecipando allo slalom speciale di Flachau, senza qualificarsi alla seconda manche. Ai Mondiali juniores del 2004, disputati a Maribor, conquistò tre medaglie, una d'argento (combinata) e due di bronzo (slalom gigante e slalom speciale). Nel 2005 fu convocato ai Mondiali di Bormio/Santa Caterina Valfurva, sua unica presenza iridata, dove non portò a termine la prova di slalom speciale.
Ottenne il suo miglior piazzamento in Coppa Europa il 9 febbraio 2006 a La Molina (4º in slalom gigante) e in Coppa del Mondo il 30 gennaio 2007, giungendo 21º nello slalom speciale di Schladming. La sua ultima gara nel massimo circuito internazionale fu lo slalom speciale di Wengen del 18 gennaio 2009, che non portò a termine; continuò a gareggiare in Coppa Europa e poi in prove minori (gare FIS, Campionati svedesi) fino al ritiro, avvenuto in occasione dello slalom gigante FIS disputato a Fjätervålen il 5 febbraio 2012.

## Palmarès

### Mondiali juniores
- 3 medaglie:
  - 1 argento (combinata a Maribor 2004)
  - 2 bronzi (slalom gigante, slalom speciale a Maribor 2004)

### Coppa del Mondo
- Miglior piazzamento in classifica generale: 135º nel 2007

### Coppa Europa
- Miglior piazzamento in classifica generale: 36º nel 2007

### Australia New Zealand Cup
- Miglior piazzamento in classifica generale: 2º nel 2009
- Vincitore della classifica di slalom gigante nel 2009
- Vincitore della classifica di slalom speciale nel 2009
- 7 podi:
  - 4 vittorie
  - 2 secondi posti
  - 1 terzo posto

#### Australia New Zealand Cup - vittorie
| Data              | Località     | Paese         | Specialità |
| ----------------- | ------------ | ------------- | ---------- |
| 19 agosto 2008    | Mount Hotham | Australia     | GS         |
| 21 agosto 2008    | Mount Hotham | Australia     | SL         |
| 6 settembre 2008  | Cardrona     | Nuova Zelanda | GS         |
| 12 settembre 2008 | Mount Hutt   | Australia     | GS         |

Legenda:

GS = slalom gigante

SL = slalom speciale

### Campionati svedesi
- 3 medaglie[2]:
  - 2 argenti (slalom speciale nel 2007; slalom gigante nel 2008)
  - 1 bronzo (slalom gigante nel 2005)